# FIBA AmeriCup Femenina Sub-18 de 2024
La FIBA AmeriCup Femenina Sub-18 de 2024 fue la decimocuarta edición del torneo de baloncesto organizado por FIBA Américas para selecciones femeninas menores de 18 años. Se realizó en la ciudad de Bucaramanga (Colombia), del 17 al 23 de junio de 2024 y entregó cuatro plazas al Mundial de Baloncesto Sub-19 de 2025 a desarrollarse en República Checa. La FIBA anunció que la sede del torneo sería el Coliseo Bicentenario Alejandro Galvis Ramírez de Bucaramanga el 9 de abril de 2024, y esta es la primera vez que el evento tuvo lugar en Colombia.
El seleccionado estadounidense se coronó campeón de la categoría por decimosegunda vez tras vencer 80-69 a Canadá. Mientras que por el tercer puesto, Argentina se impuso 73-66 sobre Brasil, para conseguir su séptimo bronce en esta competencia. Estos cuatro equipos consiguieron las plazas para el Mundial Sub-19.

## Equipos participantes
Los equipos participantes y sus respectivos grupos se definieron el 1 de mayo de 2024.
América del Norte
- Canadá
- Estados Unidos

América Central y Caribe
Clasificaron los tres mejores equipos del Centrobasket Femenino Sub-17 de 2023 disputado en Managua (Nicaragua).
- Puerto Rico
- México
- República Dominicana

América del Sur
Clasificaron los tres mejores equipos del Campeonato Sudamericano de Baloncesto Femenino Sub-17 de 2023 disputado en Bucaramanga (Colombia).
- Argentina
- Brasil
- Colombia (anfitrión)

### Grupos
El sorteo de los grupos se llevó a cabo en la sede de FIBA Américas de la ciudad de Miami, Estados Unidos.
| Grupo A                                        | Grupo B                                  |
| ---------------------------------------------- | ---------------------------------------- |
| Argentina Canadá Colombia República Dominicana | Brasil Estados Unidos México Puerto Rico |

## Fase de grupos
Todos los horarios corresponden al huso horario local (UTC-5).

### Grupo A
| Pos. | Equipo               | PJ | G | P | PF  | PC  | DP   | Pts |
| ---- | -------------------- | -- | - | - | --- | --- | ---- | --- |
| 1    | Canadá               | 3  | 3 | 0 | 287 | 120 | +167 | 6   |
| 2    | Argentina            | 3  | 2 | 1 | 195 | 174 | +21  | 5   |
| 3    | Colombia (H)         | 3  | 1 | 2 | 177 | 209 | −32  | 4   |
| 4    | República Dominicana | 3  | 0 | 3 | 126 | 282 | −156 | 3   |

 Fuente: FIBA
Criterios de clasificación: 1) Puntos; 2) Resultados cara a cara; 3) Diferencia de puntos; 4) Puntos anotados.
Fecha 1
| 17 de junio | Argentina                                                 | 55–84                                | Canadá                                            | Bucaramanga                                                                          |  |
| 17:40       | Parciales: 13-25, 9-22, 19-20, 14-17                      | Parciales: 13-25, 9-22, 19-20, 14-17 | Parciales: 13-25, 9-22, 19-20, 14-17              |                                                                                      |  |
|             | Estadísticas A. Bourgarel 16 M. Morell 7 J. Barrionuevo 3 | Reporte Pts Reb Asts                 | Estadísticas 19 J. Bascoe 10 D. Tumba 6 J. Bascoe | Pabellón: Coliseo Bicentenario Árbitros: Orlando Varela Larissa Sales Julirys Guzmán |  |

| 17 de junio | Colombia                                              | 84–64                                 | República Dominicana                                       | Bucaramanga                                                                            |  |
| 20:10       | Parciales: 21-16, 20-11, 27-20, 16-17                 | Parciales: 21-16, 20-11, 27-20, 16-17 | Parciales: 21-16, 20-11, 27-20, 16-17                      |                                                                                        |  |
|             | Estadísticas M. Moscarella 25 M. Venner 11 M. Pérez 7 | Reporte Pts Reb Asts                  | Estadísticas 24 A. Mercado 11 A. De Jesús 2 Tres jugadoras | Pabellón: Coliseo Bicentenario Árbitros: Jesús López Nicolás Zivieri Francisco de León |  |

Fecha 2
| 18 de junio | República Dominicana                                             | 35–81                             | Argentina                                                           | Bucaramanga                                                                          |  |
| 17:40       | Parciales: 5-25, 6-20, 7-34, 17-2                                | Parciales: 5-25, 6-20, 7-34, 17-2 | Parciales: 5-25, 6-20, 7-34, 17-2                                   |                                                                                      |  |
|             | Estadísticas A. De Jesús, L. Núñez 8 A. De Jesús 13 A. Mercado 3 | Reporte Pts Reb Asts              | Estadísticas 13 N. Lagowski, M. Morell 9 N. Lagowski 4 A. Bourgarel | Pabellón: Coliseo Bicentenario Árbitros: Aline García Nicolás Zivieri Julirys Guzmán |  |

| 18 de junio | Canadá                                                         | 86–38                               | Colombia                                                 | Bucaramanga                                                                          |  |
| 20:10       | Parciales: 17-4, 27-8, 24-16, 18-10                            | Parciales: 17-4, 27-8, 24-16, 18-10 | Parciales: 17-4, 27-8, 24-16, 18-10                      |                                                                                      |  |
|             | Estadísticas D. Tumba 15 D. Tumba 12 T. Henderson, J. Bascoe 2 | Reporte Pts Reb Asts                | Estadísticas 11 M. Moscarella 7 M. Moscarella 2 V. López | Pabellón: Coliseo Bicentenario Árbitros: Francisco de León Jesús López Larissa Sales |  |

Fecha 3
| 19 de junio | Canadá                                                 | 117–27                            | República Dominicana                                       | Bucaramanga                                                                            |  |
| 17:40       | Parciales: 24-8, 36-4, 24-7, 33-8                      | Parciales: 24-8, 36-4, 24-7, 33-8 | Parciales: 24-8, 36-4, 24-7, 33-8                          |                                                                                        |  |
|             | Estadísticas K. Morgan 17 Tres jugadoras 6 J. Bascoe 7 | Reporte Pts Reb Asts              | Estadísticas 6 A. De Jesús 10 A. De Jesús 1 Seis jugadoras | Pabellón: Coliseo Bicentenario Árbitros: Francisco de León Jesús López Nicolás Zivieri |  |

| 19 de junio | Colombia                                               | 55–59                               | Argentina                                              | Bucaramanga                                                                        |  |
| 20:10       | Parciales: 18-18, 17-4, 13-20, 7-17                    | Parciales: 18-18, 17-4, 13-20, 7-17 | Parciales: 18-18, 17-4, 13-20, 7-17                    |                                                                                    |  |
|             | Estadísticas M. Moscarella 24 M. Venner 19 M. Acosta 4 | Reporte Pts Reb Asts                | Estadísticas 18 M. Maggi 13 N. Lagowski 4 A. Bourgarel | Pabellón: Coliseo Bicentenario Árbitros: Aline García Julirys Guzmán Larissa Sales |  |

### Grupo B
| Pos. | Equipo         | PJ | G | P | PF  | PC  | DP   | Pts |
| ---- | -------------- | -- | - | - | --- | --- | ---- | --- |
| 1    | Estados Unidos | 3  | 3 | 0 | 314 | 93  | +221 | 6   |
| 2    | Brasil         | 3  | 2 | 1 | 185 | 212 | −27  | 5   |
| 3    | Puerto Rico    | 3  | 1 | 2 | 141 | 225 | −84  | 4   |
| 4    | México         | 3  | 0 | 3 | 149 | 259 | −110 | 3   |

 Fuente: FIBA
Criterios de clasificación: 1) Puntos; 2) Resultados cara a cara; 3) Diferencia de puntos; 4) Puntos anotados.
Fecha 1
| 17 de junio | México                                                          | 64–69                                | Puerto Rico                                          | Bucaramanga                                                                       |  |
| 12:40       | Parciales: 11-21, 10-18, 21-9, 22-21                            | Parciales: 11-21, 10-18, 21-9, 22-21 | Parciales: 11-21, 10-18, 21-9, 22-21                 |                                                                                   |  |
|             | Estadísticas M. Medivil 16 G. Martínez, J. Flores 9 J. Flores 5 | Reporte Pts Reb Asts                 | Estadísticas 20 D. Nieves 10 D. Jackson 4 D. Jackson | Pabellón: Coliseo Bicentenario Árbitros: Aline García Fei Xiang Carla Peña Moreta |  |

| 17 de junio | Estados Unidos                                                         | 97–51                                 | Brasil                                                           | Bucaramanga                                                                                 |  |
| 15:10       | Parciales:' 35-10, 23-21, 18-9, 21-11                                  | Parciales:' 35-10, 23-21, 18-9, 21-11 | Parciales:' 35-10, 23-21, 18-9, 21-11                            |                                                                                             |  |
|             | Estadísticas K. Heckel, K. Smith 13 S. Betts 13 A. McGill, K. Heckel 5 | Reporte Pts Reb Asts                  | Estadísticas 11 M. Alves, A. Araujo 10 H. Duppre 4 M. De Freitas | Pabellón: Coliseo Bicentenario Árbitros: Franco Ronconi Carlos Pallares Mariajesús González |  |

Fecha 2
| 18 de junio | Brasil                                                             | 75–65                                | México                                            | Bucaramanga                                                                           |  |
| 12:40       | Parciales: 22-19, 22-18, 17-21, 14-7                               | Parciales: 22-19, 22-18, 17-21, 14-7 | Parciales: 22-19, 22-18, 17-21, 14-7              |                                                                                       |  |
|             | Estadísticas A. McDowell 19 H. Duppre 9 M. Cavalcanti, H. Duppre 2 | Reporte Pts Reb Asts                 | Estadísticas 17 V. Mora 7 P. Longoria 3 V. Cachón | Pabellón: Coliseo Bicentenario Árbitros: Franco Ronconi Fei Xiang Mariajesús González |  |

| 18 de junio | Puerto Rico                                      | 22–102                             | Estados Unidos                                                | Bucaramanga                                                                               |  |
| 15:10       | Parciales: 9-28, 11-30, 0-25, 2-19               | Parciales: 9-28, 11-30, 0-25, 2-19 | Parciales: 9-28, 11-30, 0-25, 2-19                            |                                                                                           |  |
|             | Estadísticas D. Nieves 9 O. White 6 C. De Pool 1 | Reporte Pts Reb Asts               | Estadísticas 16 J. Edwards 11 S. Betts 4 K. Heckel, S. Strong | Pabellón: Coliseo Bicentenario Árbitros: Orlando Varela Carlos Pallares Carla Peña Moreta |  |

Fecha 3
| 19 de junio | México                                          | 20–115                            | Estados Unidos                                        | Bucaramanga                                                                                   |  |
| 12:40       | Parciales: 6-33, 7-30, 5-30, 2-22               | Parciales: 6-33, 7-30, 5-30, 2-22 | Parciales: 6-33, 7-30, 5-30, 2-22                     |                                                                                               |  |
|             | Estadísticas A. Zesati 8 A. Zesati 6 J. Rubio 2 | Reporte Pts Reb Asts              | Estadísticas 17 J. Edwards 10 S. Strong 7 J. Davidson | Pabellón: Coliseo Bicentenario Árbitros: Franco Ronconi Mariajesús González Carla Peña Moreta |  |

| 19 de junio | Brasil                                                   | 59–50                                | Puerto Rico                                      | Bucaramanga                                                                       |  |
| 15:10       | Parciales: 16-16, 11-9, 18-13, 14-12                     | Parciales: 16-16, 11-9, 18-13, 14-12 | Parciales: 16-16, 11-9, 18-13, 14-12             |                                                                                   |  |
|             | Estadísticas A. McDowell 18 H. Duppre 13 M. Cavalcanti 5 | Reporte Pts Reb Asts                 | Estadísticas 14 A. Robles 7 J. Nivar 5 A. Robles | Pabellón: Coliseo Bicentenario Árbitros: Orlando Varela Fei Xiang Carlos Pallares |  |

## Fase final

### Cuadro de finales
|  | Partido 5.º puesto | Partido 5.º puesto |                |        | Semifinales 5.º-8.º | Semifinales 5.º-8.º |             |             | Cuartos de final | Cuartos de final |           |        | Semifinales        | Semifinales        |  |  | Final       | Final       |
|  |                    |                    |                |        |                     |                     |             |             |                  |                  |           |        |                    |                    |  |  |             |             |
|  |                    |                    |                |        |                     |                     |             |             | 21 de junio      |                  |           |        |                    |                    |  |  |             |             |
|  |                    |                    |                |        |                     |                     |             |             |                  |                  |           |        |                    |                    |  |  |             |             |
|  | 23 de junio        | 23 de junio        |                |        | 22 de junio         | 22 de junio         |             |             | Canadá           | 66               |           |        | 22 de junio        | 22 de junio        |  |  | 23 de junio | 23 de junio |
|  | 23 de junio        | 23 de junio        |                |        | 22 de junio         | 22 de junio         |             |             | Canadá           | 66               |           |        | 22 de junio        | 22 de junio        |  |  | 23 de junio | 23 de junio |
|  | 23 de junio        | 23 de junio        |                |        | 22 de junio         | 22 de junio         | México      | 58          |                  |                  |           |        | 22 de junio        | 22 de junio        |  |  | 23 de junio | 23 de junio |
|  | 23 de junio        | 23 de junio        |                | México | 60                  |                     | México      | 58          |                  |                  |           | Canadá | 85                 |                    |  |  | 23 de junio | 23 de junio |
|  | 23 de junio        | 23 de junio        | 21 de junio    | México | 60                  |                     |             |             |                  |                  |           | Canadá | 85                 |                    |  |  | 23 de junio | 23 de junio |
|  | 23 de junio        | 23 de junio        |                |        | Colombia            | 62                  |             |             | Brasil           | 46               |           |        |                    |                    |  |  | 23 de junio | 23 de junio |
|  | 23 de junio        | 23 de junio        | Brasil         | 73     | Colombia            | 62                  |             |             | Brasil           | 46               |           |        |                    |                    |  |  | 23 de junio | 23 de junio |
|  | 23 de junio        | 23 de junio        | Brasil         | 73     |                     |                     |             |             |                  |                  |           |        |                    |                    |  |  | 23 de junio | 23 de junio |
|  | 23 de junio        | 23 de junio        |                |        | Colombia            | 55                  |             |             |                  |                  |           |        |                    |                    |  |  | 23 de junio | 23 de junio |
|  | Colombia           | 46                 |                |        | Colombia            | 55                  | Canadá      | 69          |                  |                  |           |        |                    |                    |  |  |             |             |
|  | Colombia           | 46                 | 21 de junio    |        |                     |                     | Canadá      | 69          |                  |                  |           |        |                    |                    |  |  |             |             |
|  | Puerto Rico        | 57                 |                |        | Estados Unidos      | 80                  |             |             |                  |                  |           |        |                    |                    |  |  |             |             |
|  | Puerto Rico        | 57                 | Argentina      | 69     | Estados Unidos      | 80                  |             |             |                  |                  |           |        |                    |                    |  |  |             |             |
|  |                    |                    | Argentina      | 69     | 22 de junio         | 22 de junio         | 22 de junio | 22 de junio |                  |                  |           |        |                    |                    |  |  |             |             |
|  |                    |                    | Puerto Rico    | 58     | 22 de junio         | 22 de junio         | 22 de junio | 22 de junio |                  |                  |           |        |                    |                    |  |  |             |             |
|  | Partido 7.º puesto | Partido 7.º puesto | Puerto Rico    | 58     | Puerto Rico         | 72                  |             |             |                  |                  | Argentina | 32     | Partido 3.º puesto | Partido 3.º puesto |  |  |             |             |
|  | Partido 7.º puesto | Partido 7.º puesto | 21 de junio    |        | Puerto Rico         | 72                  |             |             |                  |                  | Argentina | 32     | Partido 3.º puesto | Partido 3.º puesto |  |  |             |             |
|  | 23 de junio        | 23 de junio        |                |        | R. Dominicana       | 51                  |             |             | Estados Unidos   | 109              |           |        | 23 de junio        | 23 de junio        |  |  |             |             |
|  | México             | 81                 | Estados Unidos | 125    | R. Dominicana       | 51                  | Brasil      | 66          | Estados Unidos   | 109              |           |        |                    |                    |  |  |             |             |
|  | México             | 81                 | Estados Unidos | 125    |                     |                     | Brasil      | 66          |                  |                  |           |        |                    |                    |  |  |             |             |
|  | R. Dominicana      | 55                 |                |        | R. Dominicana       | 27                  |             |             | Argentina        | 73               |           |        |                    |                    |  |  |             |             |

#### Cuartos de final
| 21 de junio | Canadá                                                  | 66–58                                 | México                                                      | Bucaramanga                                                                                 |  |
| 12:40       | Parciales: 24-17, 15-17, 14-13, 13-11                   | Parciales: 24-17, 15-17, 14-13, 13-11 | Parciales: 24-17, 15-17, 14-13, 13-11                       |                                                                                             |  |
|             | Estadísticas T. Henderson 17 T. Henderson 9 J. Bascoe 3 | Reporte Pts Reb Asts                  | Estadísticas 14 M. Medivil 8 A. Zesati, V. Mora 5 A. Zesati | Pabellón: Coliseo Bicentenario Árbitros: Franco Ronconi Francisco de León Carla Peña Moreta |  |

| 21 de junio | Estados Unidos                                               | 125–27                            | República Dominicana                                    | Bucaramanga                                                                        |  |
| 15:10       | Parciales: 34-4, 46-6, 23-9, 22-8                            | Parciales: 34-4, 46-6, 23-9, 22-8 | Parciales: 34-4, 46-6, 23-9, 22-8                       |                                                                                    |  |
|             | Estadísticas L. Macy, J. Edwards 14 S. Strong 10 S. Strong 5 | Reporte Pts Reb Asts              | Estadísticas 7 A. Mota 6 A. De Jesús 2 A. Mota, P. Polo | Pabellón: Coliseo Bicentenario Árbitros: Larissa Sales Jesús López Carlos Pallares |  |

| 21 de junio | Argentina                                                    | 69–58                                | Puerto Rico                                         | Bucaramanga                                                                       |  |
| 17:40       | Parciales: 12-6, 28-11, 18-18, 11-23                         | Parciales: 12-6, 28-11, 18-18, 11-23 | Parciales: 12-6, 28-11, 18-18, 11-23                |                                                                                   |  |
|             | Estadísticas A. Bourgarel 16 N. Lagowski 10 Tres jugadoras 3 | Reporte Pts Reb Asts                 | Estadísticas 15 A. Robles 11 D. Jackson 3 D. Nieves | Pabellón: Coliseo Bicentenario Árbitros: Orlando Varela Nicolás Zivieri Fei Xiang |  |

| 21 de junio | Brasil                                                  | 73–55                                | Colombia                                                   | Bucaramanga                                                                              |  |
| 20:10       | Parciales: 19-21, 24-8, 15-14, 15-12                    | Parciales: 19-21, 24-8, 15-14, 15-12 | Parciales: 19-21, 24-8, 15-14, 15-12                       |                                                                                          |  |
|             | Estadísticas A. McDowell 16 S. Ubaka 10 M. Cavalcanti 5 | Reporte Pts Reb Asts                 | Estadísticas 19 M. Moscarella 11 M. Moscarella 2 M. Acosta | Pabellón: Coliseo Bicentenario Árbitros: Julirys Guzmán Aline García Mariajesús González |  |

#### Semifinales del 5.º-8.º puesto
| 22 de junio | Puerto Rico                                          | 72–51                                | República Dominicana                                | Bucaramanga                                                                               |  |
| 12:40       | Parciales: 25-12, 19-16, 12-5, 16-18                 | Parciales: 25-12, 19-16, 12-5, 16-18 | Parciales: 25-12, 19-16, 12-5, 16-18                |                                                                                           |  |
|             | Estadísticas D. Jackson 13 D. Jackson 12 A. Robles 4 | Reporte Pts Reb Asts                 | Estadísticas 12 A. Mercado 15 A. De Jesús 3 P. Polo | Pabellón: Coliseo Bicentenario Árbitros: Franco Ronconi Larissa Sales Mariajesús González |  |

| 22 de junio | México                                              | 60–62                                 | Colombia                                                                | Bucaramanga                                                                       |  |
| 15:10       | Parciales: 17-16, 16-16, 12-14, 15-16               | Parciales: 17-16, 16-16, 12-14, 15-16 | Parciales: 17-16, 16-16, 12-14, 15-16                                   |                                                                                   |  |
|             | Estadísticas A. Zesati 15 J. Flores 8 G. Martínez 6 | Reporte Pts Reb Asts                  | Estadísticas 23 M. Moscarella 11 M. Moscarella 2 J. Pineda, L. Morantes | Pabellón: Coliseo Bicentenario Árbitros: Nicolás Zivieri Julirys Guzmán Fei Xiang |  |

#### Semifinales
| 22 de junio | Estados Unidos                                                | 109–32                              | Argentina                                            | Bucaramanga                                                                         |  |
| 17:40       | Parciales: 31-14, 30-10, 19-4, 29-4                           | Parciales: 31-14, 30-10, 19-4, 29-4 | Parciales: 31-14, 30-10, 19-4, 29-4                  |                                                                                     |  |
|             | Estadísticas S. Betts 20 S. Strong 9 K. Heckel, J. Davidson 5 | Reporte Pts Reb Asts                | Estadísticas 7 E. Baldo 7 N. Lagowski 3 A. Bourgarel | Pabellón: Coliseo Bicentenario Árbitros: Aline García Jesús López Carla Peña Moreta |  |

| 22 de junio | Canadá                                          | 85–46                                | Brasil                                                | Bucaramanga                                                                               |  |
| 20:10       | Parciales: 25-11, 20-9, 20-13, 20-13            | Parciales: 25-11, 20-9, 20-13, 20-13 | Parciales: 25-11, 20-9, 20-13, 20-13                  |                                                                                           |  |
|             | Estadísticas N. Yiech 21 N. Yiech 8 J. Bascoe 5 | Reporte Pts Reb Asts                 | Estadísticas 12 A. McDowell 6 A. McDowell 4 M. Soares | Pabellón: Coliseo Bicentenario Árbitros: Orlando Varela Francisco de León Carlos Pallares |  |

#### Partido por el 7.º puesto
| 23 de junio | México                                           | 81–55                                | República Dominicana                                 | Bucaramanga                                                                                  |  |
| 12:40       | Parciales: 16-10, 11-17, 33-19, 21-9             | Parciales: 16-10, 11-17, 33-19, 21-9 | Parciales: 16-10, 11-17, 33-19, 21-9                 |                                                                                              |  |
|             | Estadísticas V. Mora 18 A. Zesati 13 A. Zesati 5 | Reporte Pts Reb Asts                 | Estadísticas 17 C. Núñez 19 A. De Jesús 5 A. Mercado | Pabellón: Coliseo Bicentenario Árbitros: Larissa Sales Francisco de León Mariajesús González |  |

#### Partido por el 5.º puesto
| 23 de junio | Colombia                                                   | 46–57                               | Puerto Rico                                         | Bucaramanga                                                                           |  |
| 15:10       | Parciales: 8-17, 5-12, 18-10, 15-18                        | Parciales: 8-17, 5-12, 18-10, 15-18 | Parciales: 8-17, 5-12, 18-10, 15-18                 |                                                                                       |  |
|             | Estadísticas M. Moscarella 17 M. Moscarella 14 L. Forero 2 | Reporte Pts Reb Asts                | Estadísticas 13 D. Crespo 16 D. Jackson 3 A. Robles | Pabellón: Coliseo Bicentenario Árbitros: Franco Ronconi Jesús López Carla Peña Moreta |  |

#### Partido por el 3.º puesto
| 23 de junio | Brasil                                            | 66–73                                 | Argentina                                                           | Bucaramanga                                                                    |  |
| 17:40       | Parciales: 17-11, 15-23, 15-18, 19-21             | Parciales: 17-11, 15-23, 15-18, 19-21 | Parciales: 17-11, 15-23, 15-18, 19-21                               |                                                                                |  |
|             | Estadísticas A. Araujo 18 M. Alves 12 A. Araujo 4 | Reporte Pts Reb Asts                  | Estadísticas 16 M. Maggi, I. Ingenito 16 N. Lagoswki 4 A. Bourgarel | Pabellón: Coliseo Bicentenario Árbitros: Aline García Julirys Guzmán Fei Xiang |  |

#### Final
| 23 de junio | Canadá                                                 | 69–80                                 | Estados Unidos                                                  | Bucaramanga                                                                             |  |
| 20:10       | Parciales: 14-23, 22-16, 15-19, 18-22                  | Parciales: 14-23, 22-16, 15-19, 18-22 | Parciales: 14-23, 22-16, 15-19, 18-22                           |                                                                                         |  |
|             | Estadísticas J. Bascoe 18 Tres jugadoras 5 J. Bascoe 5 | Reporte Pts Reb Asts                  | Estadísticas 18 K. Smith 13 J. Edwards 4 J. Davidson, S. Strong | Pabellón: Coliseo Bicentenario Árbitros: Orlando Varela Nicolás Zivieri Carlos Pallares |  |

## Clasificación final
| Pos.              | Equipo               | Pts | G-P | PF  | PC  | Dif. |
| ----------------- | -------------------- | --- | --- | --- | --- | ---- |
| Medalla de oro    | Estados Unidos       | 12  | 6-0 | 628 | 221 | +407 |
| Medalla de plata  | Canadá               | 11  | 5-1 | 507 | 304 | +203 |
| Medalla de bronce | Argentina            | 10  | 4-2 | 369 | 407 | −38  |
| 4.º               | Brasil               | 9   | 3-3 | 370 | 425 | −55  |
| 5.º               | Puerto Rico          | 9   | 3-3 | 328 | 391 | −63  |
| 6.º               | Colombia             | 8   | 2-4 | 340 | 399 | −59  |
| 7.º               | México               | 7   | 1-5 | 348 | 442 | −94  |
| 8.º               | República Dominicana | 6   | 0-6 | 259 | 560 | −301 |

     – Clasificados al Campeonato Mundial de Baloncesto Femenino Sub-19 de 2025.
| - Jasmine Bascoe - Ayla McDowell - Joyce Edwards (MVP) - Sienna Betts - Nerea Lagowski | - Kayleigh Heckel - Alma Bourgarel - Alexia Araujo - Marta Moscarella - Nyadieng Yiech |